# Paul Löwinger
Paul Löwinger (Wenen, 28 juni 1949 - april 2009) was een Oostenrijks schrijver, theaterdirecteur, regisseur en acteur.
Löwinger was persverantwoordelijke en productieassistent bij "Lisa Film" in Wenen en trad in 1969 op in een film met Ernst Waldbrunn.
Aanvankelijk samen met zijn vader en nadien met zijn zuster, was Löwinger van 1971 tot 1995 was directeur van de "Löwinger-Bühne". In 1973 ensceneerde hij Graf Schorschi , een gezamenlijke productie van ORF en ZDF. Er volgden nadien nog 34 tv-ensceneringen. Hij schreef ook 5 theaterstukken en vertaalde een aantal uit het Frans. Sinds 1996 was hij vooral actief als auteur van romans. Zijn eerste roman Das Lied des Troubadours verscheen in 2000 , gevolgd door de historische roman Das Siegel der Liebe in 2003 en de Der Schwur des Normannen in 2006.

## Filmografie (selectie)
- 1976: Die Zeitungsbraut
- 1977: Der Ehestreik
- 1978: Liebe mal drei
- 1979: Doppelt hält schlechter
- 1981: Der verkaufte Großvater
- 1983: Der Hausfreund
- 1985: Der Schützenkönig
- 1987: Wer heiratet meine Frau
- 1989: Der Bär ist los
- 1991: Zum wilden Hirschen